# David Charles Pérez
David Charles Pérez, llamado comúnmente Charles Pérez, (Posadas, 28 de noviembre de 1975) es un exfutbolista argentino; se desempeñaba como defensor y su primer club fue Rosario Central. Actualmente trabaja como entrenador.

## Trayectoria

### Como futbolista
Jugaba como marcador de punta por el sector izquierdo y también como zaguero central. Pérez debutó en el primer equipo de Rosario Central el 10 de marzo de 1996, en partido ante Belgrano de Córdoba válido por la primera fecha del Torneo Clausura, empate en un tanto; el entrenador centralista era Ángel Tulio Zof. Logró su primer gol el 2 de noviembre de 1998 ante Unión de Santa Fe, triunfo canalla 4-2 en condición de visitante. Ya con Edgardo Bauza como director técnico, tuvo buena participación aunque habitualmente fuera suplente, integrando los planteles subcampeón del Torneo Apertura 1999 y semifinalista de la Copa Libertadores 2001. Al finalizar la temporada 2000-01 dejó el club tras haber vestido la casaca auriazul en 78 partidos, con 4 tantos convertidos.
Tras jugar un año más en la Primera División de Argentina, con Chacarita Juniors, fichó por Tiro Federal de Rosario en el Torneo Argentino A, tercera categoría a nivel nacional. En la temporada 2002-03 ganó el Torneo Clausura y se coronó campeón del certamen al superar en la final a Racing de Córdoba, consiguiendo el ascenso a la Primera B Nacional. En esta última categoría continuó jugando, pero en Argentinos Juniors, con el cual concretó un nuevo ascenso: subió a Primera División tras derrotar a Talleres de Córdoba en la promoción. Nuevamente cambió de club, pasando a Almagro, otro de los ascendidos al círculo máximo, disputando la temporada 2004-05. Tuvo luego breves pasos por el fútbol del exterior, en 2005 con Millonarios de Colombia y en 2006 con Central Español de Uruguay. Otra vez en Argentina, fichó por Platense y afrontó el Campeonato de Primera B Nacional 2006-07. Retornó luego a Tiro Federal, en la misma divisional, cumpliendo una segunda etapa entre 2007 y 2010. En el cierre de su carrera se sucedieron cortas experiencias en Guaraní Antonio Franco, Tiro Federal de Morteros y 9 de Julio de Arequito. Su mayor logro deportivo fue comerse terrible caño por parte de Juan Román Riquelme

### Como entrenador
Mientras disputaba sus últimos partidos como jugador, ya se había incorporado como colaborador al cuerpo técnico de Marcelo Vaquero en Tiro Federal de Rosario; tras la salida de este se hizo cargo del primer equipo durante parte de 2012, en el Argentino A. Posteriormente tuvo pasos por las inferiores de Rosario Central y el primer equipo de Argentino de Rosario en 2014 y Atlético San Genaro de la Liga Regional Totorense de fútbol entre 2016 y 2017; luego de dejar este último cargo, retornó a trabajar a Tiro Federal, en categorías juveniles. En 2015 abrió una escuela de fútbol en Posadas, denominada Itaembé Central.

## Palmarés

### Como futbolista
| Equipo                 | País      | Título                                  | Año     |
| ---------------------- | --------- | --------------------------------------- | ------- |
| Tiro Federal (Rosario) | Argentina | Torneo Argentino A                      | 2002-03 |
| Argentinos Juniors     | Argentina | Promoción de ascenso a Primera División | 2004    |